# Biserica rotundă din Lețcani

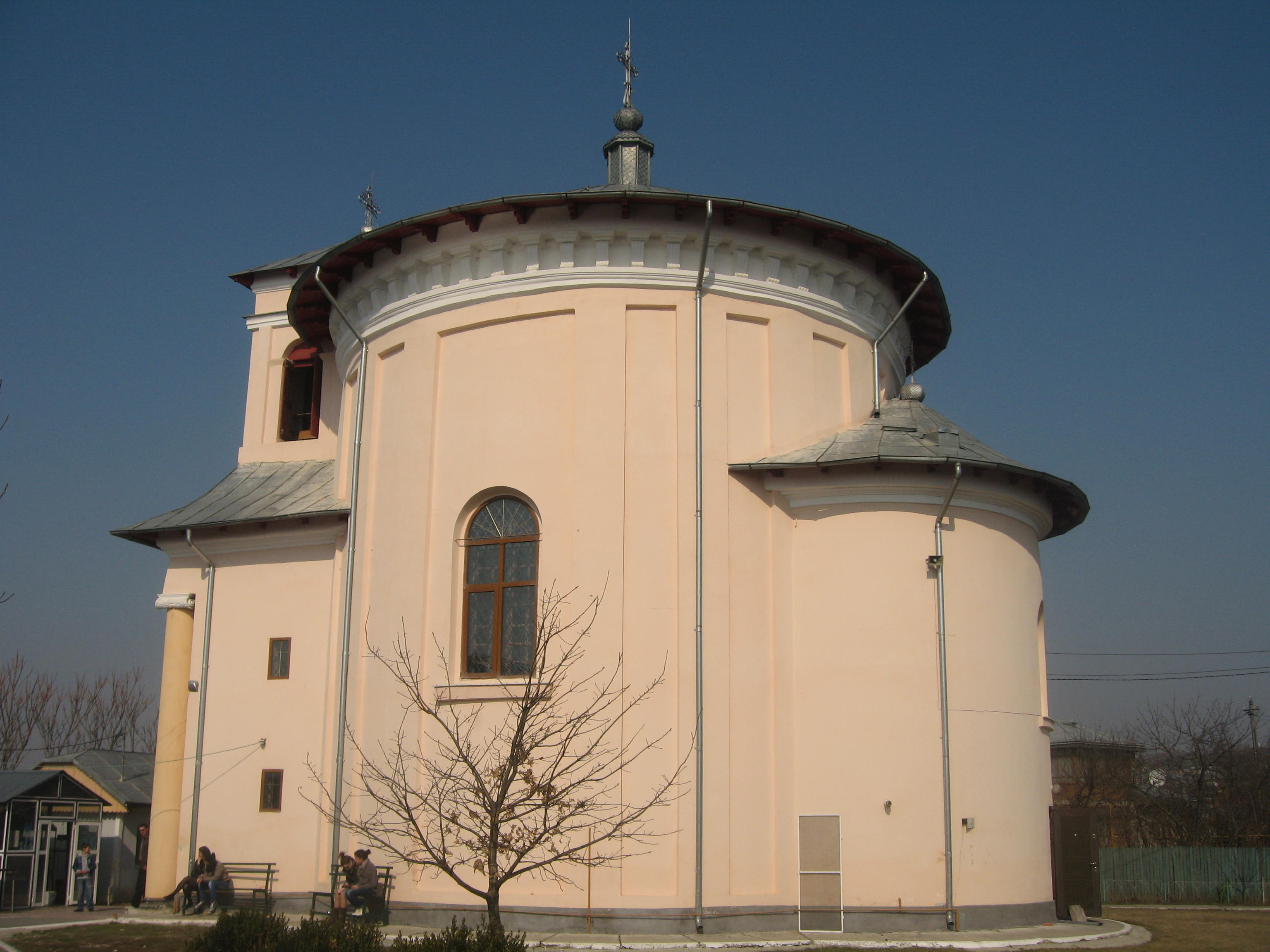
Biserica rotundă din Lețcani

Biserica rotundă din Lețcani este o biserică ortodoxă din satul Lețcani (județul Iași), considerată unicat în România prin planul ei perfect rotund asemănător Bisericii Sfântului Mormânt de la Ierusalim. Ea se află la o distanță de 10 km de municipiul Iași, pe partea stângă a Drumului European E583.
Biserica rotundă din Lețcani, cu hramul Sfântul Spiridon, este un monument istoric din județul Iași. Actuala clădire a fost construită în anul 1802.
Istoricul Nicolae Stoicescu, membru de onoare al Academiei Române, o considera „o construcție singulară în felul său”. Cercetătorul Sorin Iftimi afirmă că "planul circular al acestei construcții, privit prea adesea ca o simplă curiozitate arhitectonică, i-a adus o anumită faimă, fiind considerată un unicat, pe teritoriul României".

## Istoric

### Ctitorire

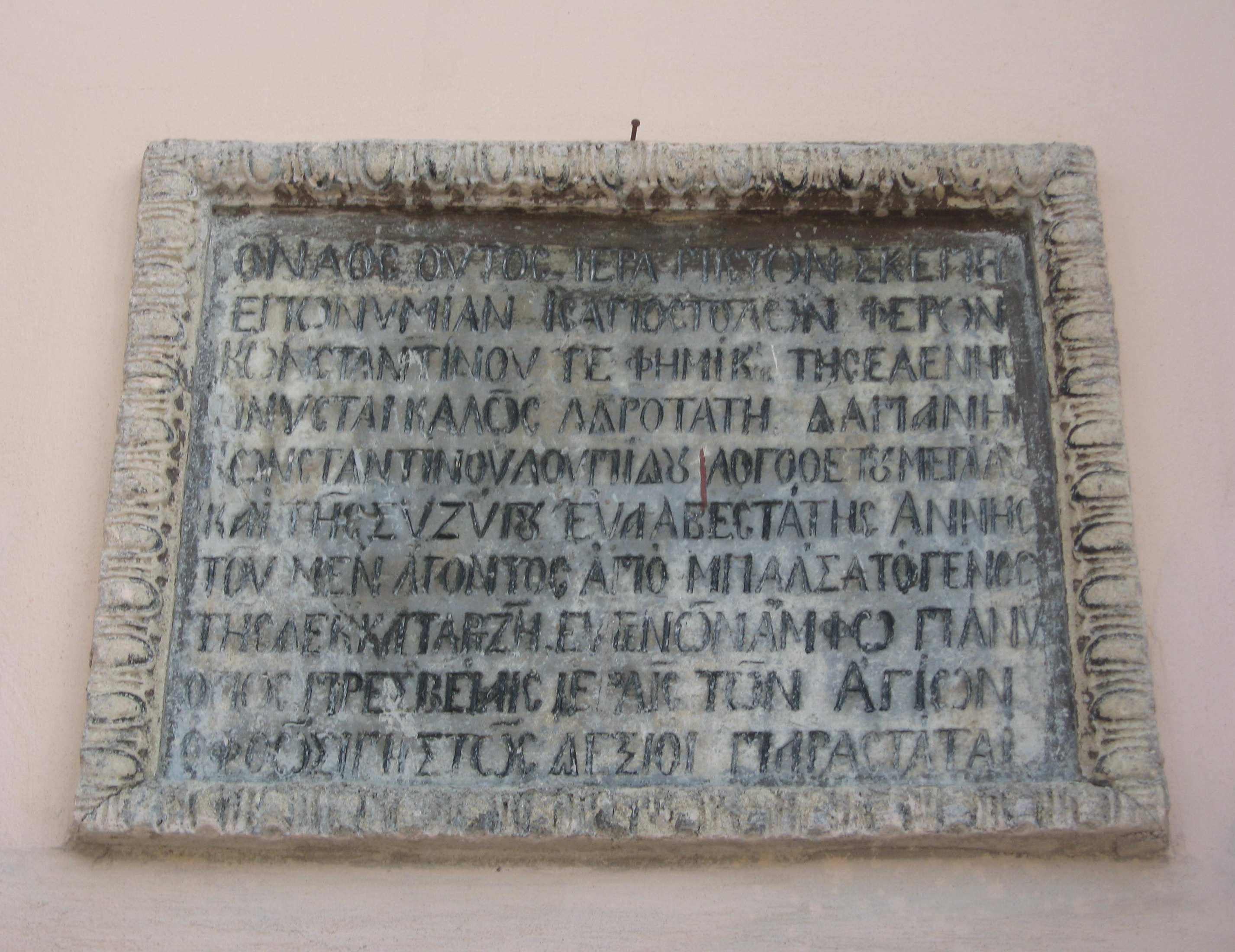
Pisania bisericii

Data construirii Bisericii Rotunde din Lețcani nu este cunoscută. Istoricul N.A. Bogdan (1858-1939), care a vizitat biserica la începutul secolului al XX-lea, menționa o tradiție conform căreia această biserică ar data din vremea lui Ștefan cel Mare.
Biserica din satul Lețcani a fost construită la sfârșitul secolului al XVIII-lea sau începutul secolului al XIX-lea de către marele logofăt Constantin Balș "Ciuntul" (1744-1828) - fiul marelui logofăt Lupu Balș - și soția sa, Ana Catargi (d. 1812). Hramul inițial al bisericii a fost "Sf. Împărați Constantin și Elena", împărăteasa Elena a Bizanțului fiind cea care a construit pentru prima dată o biserică de plan rotund, deasupra mormântului lui Iisus Hristos de la Ierusalim. Hramul inițial al bisericii (Sf. Constantin și Elena), în afară de legătura cu numele ctitorului, era o trimitere către ctitorii Bisericii Sfântului Mormânt de la Ierusalim. În Diata marelui logofăt Constantin Balș din 30 ianuarie 1822, publicată în “Uricariul”, XI, p. 337-359, boierul lăsa suma de 1.000 de lei pentru a fi trimisă, cu pomelnic, la Sf. Mormânt, devenind astfel ctitor al Bisericii Sf. Mormânt.
Mult timp s-a crezut că pisania originală a bisericii a fost pierdută, dar ea a fost descoperită în 1924, sub pardoseala bisericii. Pisania se află amplasată în prezent deasupra intrării în bisericii și conține următorul text în limba greacă: "Ο ΝΑΟΣ ΟΥΤΟΣ ΙΕΡΑ ΠΙΣΤΩΝ ΣΚΕΠΗ ΕΠΩΝΥΜΙΑΝ ΙΣΑΠΟΣΤΟΛΩΝ ΦΕΡΩΝ ΚΩΝΣΤΑΝΤΙΝΟΥ ΤΕ ΦΗΜΙ Και ΕΛΕΝΗΣ ΗΝΥΣΤΑΙ ΚΑΛΩΣ ΑΔΡΟΤΑΤΗ ΛΑΜΒΑΝΗ ΚΩΝΣΤΑΝΤΙΝΟΥ ΛΟΥΜΙΔΟΥ ΛΟΓΟΘΕΤΟΥ ΜΕΓΑΛΟΥ ΚΑΙ ΤΗΣ ΣΥΖΥΓΟΥ ΕΥΛΑΒΕΣΤΑΤΗΣ ΑΝΝΗΣ ΤΟΥ ΜΕΝ ΑΓΟΝΤΟΣ ΑΠΟ ΤΟΥ ΜΠΑΛΣΑ ΤΟ ΓΕΝΟΣ ΤΗΣ ΔΕ ΚΑΤΑΡΤΖΗ ΕΥΓΕΝΩΝ ΑΜΦΩ ΠΑΝΟΥ ΟΠΩΣ ΠΡΕΣΒΕΙΕΣ ΙΕΡΑΙΣ ΤΩΝ ΑΓΙΩΝ ΟΦΟΩΣΙΓΗΣΤΩΣ ΔΕΞΙΟΙ ΠΑΡΑΣΤΑΤΑΙ." În lucrarea lui Gheorghe Balș, "Bisericile și mănăstirile moldovenești din veacurile XVII și XVIII" (București, 1933), p. 281, a fost publicată o fotografie a pisaniei pe baza căreia s-au făcut primele traduceri. Traducerea în limba română a pisaniei este următoarea: "Această Biserică, Sfânt Acoperământ al credincioșilor cu nume de sfinți, întocmai ca Apostolii, Constantin și Elena, s-au săvârșit frumos, cu mare cheltuială, de către Constantin Lupide marele logofăt, și cu binecredincioasa sa soție, Ana, unul trăgându-se din neamul lui Balș, cealaltă din al lui Catargiu, amândoi boieri de neam mare, ca prin rugăciunile sfinte ale Sfinților, să apară cu credință vrednici sprijinitori”. Găsirea pisaniei a dus la aflarea ctitorilor bisericii: marele logofăt Constantin Balș și soția sa, Ana (din familia Catargi).
Ctitorul bisericii, Constantin Balș "Ciuntul" (n. 2 iunie 1744 - d. 1828, Dresda), era fiul logofătului Lupu Balș (1691-1782) și a îndeplinit următoarele demnități: medelnicer (1768), stolnic (1772), clucer (1782), ban (1783), vornic (1790) și logofăt (1800-1814). El a fost căsătorit de două ori: mai întâi cu fiica lui beizadea Mihai Racoviță și a doua oară cu Anița Catargi (decedată la 27 iulie 1812).
În cartea sa "Familiile boierești române", Octav-George Lecca îl descrie pe boierul Constantin Balș ca un mare patriot. "El e acel „ciuntul Balș”, care fiind boier avut și cu vază mare, a avut curajul să răspundă domnitorului fanariot care zicea boierilor că va face o dare nouă: „ba nu vei face măria ta, că țara nu o vrea”."  El a fost un boier foarte bogat care în diata sa prin care și-a lăsat averea urmașilor i-a sfătuit pe urmași "(...) să fie datori a se arăta cu toată iubirea și dragostea către cei mai mici, cum și cei mai mici către cei mai mari, iar care va urma înpotrivă, va lua răsplătire de la Sfântul Dumnezeu (...)". În plus, logofătul Constantin Balș a fost un om evlavios care a lăsat, prin aceeași diată, să fie trimiși 1.000 de lei la Sfântul Mormânt și 500 de lei la Muntele Sinai, pentru pomenirea numelui său.
Din cauza faptului că inscripția nu este datată, nu se știe când a fost construită biserica, perioada clădirii sale putându-se încadra cronologic doar pe seama ctitorului. Istoricul Nicolae Stoicescu afirma că biserica ar fi fost rezidită în 1802, bazându-se pe o inscripție grecească din 1802 publicată în Revista istorică din 1925 (la pagina 228) și tradusă în Revista istorică din 1933 (la pagina 203). Cercetătorul Sorin Iftimi afirmă că biserica ar fi fost clădită cândva în perioada 1773-1792, când Constantin Balș a stăpânit pentru scurtă vreme satul Lețcani. În perioada 1772-1773, stăpânul satului Lețcanii Noi era hatmanul Vasile Razul, iar cel al satului Lețcanii Vechi (Bogonos) era paharnicul Paladi. Constantin Balș ar fi devenit proprietar al moșiei Lețcani în anii următori, dar în decembrie 1792, după războiul ruso-turc, el și-a vândut proprietățile la sultan-mezat, luând hotărârea de a se muta în Rusia. Deși considera că "atât datările mai timpurii cât și cele mai târzii, întâlnite în literatura problemei, sunt deopotrivă lipsite de temei", Sorin Iftimi menționează într-un studiu din 2006 că Biserica rotundă din Lețcani ar fi fost zidită "pe la anul 1795".
În jurul anului 1830, un incendiu a distrus o mare parte din biserică, arzând atunci mobilierul de lemn și icoanele. Cu acel prilej, a dispărut de pe clădire vehea pisanie. După reparațiile efectuate în anii următori, hramul bisericii a fost schimbat în cel al "Sfântului Ierarh Spiridon al Trimitundinei" (sărbătorit la 12 decembrie) , rupându-se astfel legătura între arhitectura bisericii și hramul inițial, ceea ce dădea o explicație și un rost ctitoriei marelui logofăt Constantin Balș.

### Reparații din secolul al XX-lea

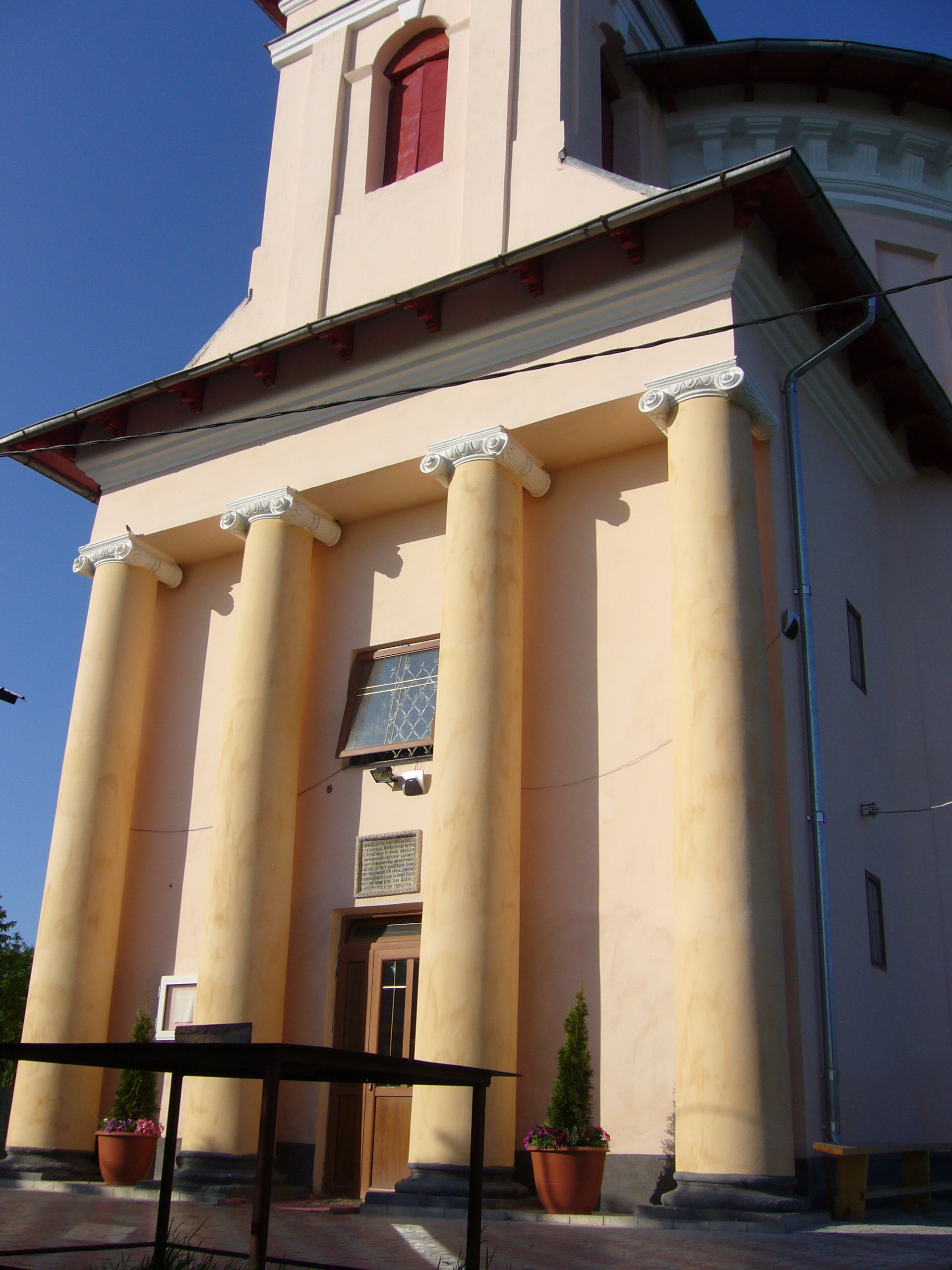
Intrarea în biserică se face printr-un portic alcătuit din patru coloane cu capitele ionice.

Lăcașul de cult a fost avariat și în perioada 1914-1916, în timpul primului război mondial. În perioada interbelică s-au efectuat lucrări de reparații radicale. Astfel, până în 1924, în timpul preotului iconom stavrofor Sava Popovici, s-au refăcut tencuielile interioare și exterioare, precum și dușumeaua de lemn, s-a curățat pictura catapetesmei și s-a reparat acoperișul de draniță, existent din 1907. Cu prilejul acelor lucrări de reparații, s-a descoperit și vechea pisanie, sub pardoseala bisericii, ea fiind prinsă în zidărie la locul cuvenit.
În anul 1936 s-a repictat biserica în tehnica fresco de către un pictor anonim și s-a refăcut în totalitate acoperișul lăcașului de cult. După cutremurul din 1940 s-au efectuat lucrări de consolidare a pereților bisericii.
După preluarea puterii de către comuniști (1948), preotul din Lețcani și unii enoriași au avut de suferit de pe urma autorităților. Preotul paroh Dumitru M. Popa, născut la 18 ianuarie 1915 în comuna Focuri (jud. Iași), a fost acuzat de “discuții dușmănoase la adresa regimului” și pentru că îi îndemnase pe săteni să se împotrivească acțiunii de colectivizare agricolă. El a fost arestat la 16 iulie 1958 și condamnat, prin sentința 805/30.12.1958 a Tribunalului Militar Iași, la 12 ani de muncă silnică și 10 ani de degradare civică. A fost deținut în închisorile de la Gherla și Periprava, fiind eliberat în 1964, în urma decretului de grațiere colectivă a deținuților politici. El a fost ulterior paroh la Cernești – Botoșani, iar apoi la Oprișeni și Țuțora – Iași.
Acoperișul bisericii a fost înlocuit în 1955. Între anii 1960-1965 s-au efectuat noi lucrări de reparare a edificiului. Atunci s-a electrificat biserica, s-a curățat și s-a vopsit catapeteasma și s-au montat 24 de strane. În anul 1965, după finalizarea lucrărilor, lăcașul de cult a fost resfințit. Cu acest prilej, la cererea credincioșilor și cu acordul oficialităților bisericești, noul hram al bisericii a devenit "Sf. Mare Mucenic Dimitrie, izvorâtorul de mir".
Cutremurul din 4 martie 1977 a avariat biserica, ea fiind reparată în anii următori și apoi resfințită în 1982. Mult timp s-a crezut că pisania originală a bisericii a fost pierdută, dar ea a fost descoperită în 1992, sub pardoseala bisericii. În anul 1994, o furtună puternică a smuls acoperișul bisericii. Biserica a fost reparată și consolidată prin centuri de beton armat și acoperită cu tablă. În final, pereții interiori au fost repictați în totalitate în tehnica "fresco" între anii 1996 și 2000 de către pictorul Ion Preutu din Iași. Biserica a fost resfințită în anul 2002 de mitropolitul Daniel Ciobotea al Moldovei și Bucovinei.
Cu acest prilej, deasupra intrării în nava centrală a bisericii s-a pictat următoarea pisanie: "Cu ajutorul lui Dumnezeu, biserica parohială din Lețcani cu hramul vechi Sf. Spiridon și cu hramul actual Sf. Dimitrie - monument istoric și construită de Constantin Lupi de Balș și soția sa Ana în anul 1740, în ultima vreme a fost reparată și consolidată prin centuri de beton armat, acoperită din nou cu tablă și în final pictată în tehnica „fresco” de către pictorul Preutu Ion din Iași. Toate aceste lucrări s-au făcut cu aprobarea și prin grija părintească a Î.P.S. Părinte Daniil mitropolitul Moldovei și Bucovinei. Ducerea la îndeplinire a acestor lucrări, de asemenea amploare, s-au făcut sub directa îndrumare și osteneală a P.C. preot paroh Carp Mihai, ajutat de membrii Consiliului și Comitetului Parohial. Rugăm pe bunul Dumnezeu să primească această jertfă a creștinilor din Parohia Lețcani, care au contribuit din dragoste pentru ca biserica - casa Domnului - să fie pe măsura credinței lor. Anul Mântuirii 2.000".

### Situația bisericii în prezent
În anul 2008, cu avizul Mitropoliei Moldovei și Bucovinei, preotul Ion Leonte a văruit biserica pe exterior. La dispoziția sa, enoriașii au aplicat un strat de mortar peste basoreliefuri și stucaturi, peste care s-a aplicat un strat de var, stricând astfel fațada originală a monumentului.
Din cauza faptului că nu avea și avizul Direcției Județene de Cultură, Culte și Patrimoniu Iași (deși i se solicitase), preotului i s-a întocmit un dosar penal pentru comiterea infracțiunii de distrugere de monument istoric, faptă prevăzută și pedepsită de art. 360 Cod Penal și art. 55 din Legea nr. 422/2001. Inspectorul de poliție Ciprian Popa din cadrul Compartimentul pentru Protejarea Patrimoniului Cultural Național al IPJ Iași considera că „modificările aduse bisericii au provocat distrugerea modenaturii fațadei. (...) Lucrările nu sunt avizate de către Direcția Județeană de Cultură Iași. Totodată s-a constatat că lucrările de restaurare au fost realizate de către oameni din sat și nu de o firmă acreditată de Ministerul Culturii, așa cum prevede legislația.”  Parchetul de pe lângă Curtea de Apel Iași a dispus la 27 martie 2009 neînceperea urmăririi penale la adresa preotului conform art. 30 alineatul 1 din Codul Penal, concluzionându-se că acțiunea acestuia nu a distrus, ci a conservat monumentul istoric.
În 2010, preotul Leonte declara că lăcașul de cult trebuie consolidat, ca urmare a faptului că existau infiltrații de apă la baza construcției, care puneau în primejdie stabilitatea clădirii.
Printre preoții care au slujit aici sunt de menționat preotul Ioan (prin 1863), pr. Sava Popovici, pr. Dumitru Popa (-1958), pr. Nicolae Lefter (1958-1978), pr. Mihai Carp (1978-2005) și pr. Ion Cristian Leonte (din 2005).
În prezent, biserica are hramul "Sf. Dimitrie, izvorâtorul de mir", sărbătorit în fiecare an la data de 26 octombrie. Ulterior, s-a adăugat și un al doilea hram al parohiei - "Sfântul Ierarh Spiridon al Trimitundinei" (sărbătorit la 12 decembrie).

## Arhitectura
Biserica are o formă neobișnuită datorită planului ei prefect rotund, ceea ce o face să fie o biserică-unicat în România și una dintre puținele biserici circulare din lume.
Forma bisericii este pusă pe seama influenței neoclasicismului rusesc, apărut la sfârșitul veacului al XVIII-lea.
Prin planul său rotund, acest lăcaș de cult este asemănător bisericii construite de împărăteasa Elena a Bizanțului deasupra mormântului lui Iisus Hristos de la Ierusalim. Acest stil arhitectonic s-a răspândit de la Ierusalim în Occident, ajungând și în România.
Biserica nu are dimensiuni mari. Intrarea se face prin partea de vest, printr-un portic alcătuit din patru coloane cu capitele ionice, deasupra acesteia ridicându-se o mică clopotniță. O serie de console susțin cornișa, acest stil întâlnindu-se și la alte case din Iași, cum ar fi Institutul "Notre Dame de Sion", care datează cam din aceeași epocă. În partea de răsărit, altarul are o formă de semicerc și înălțime mai redusă decât a planului circular, fiind alipit de cercul mare al bisericii. În absida altarului se află o altă intrare în biserică.
Catapeteasma bisericii datează de la sfârșitul secolului al XIX-lea – începutul secolului al XX-lea, icoanele fiind lucrate de zugravul Gh. Ionescu din Iași (1908-1909) în stil neobizantin.

## Imagini

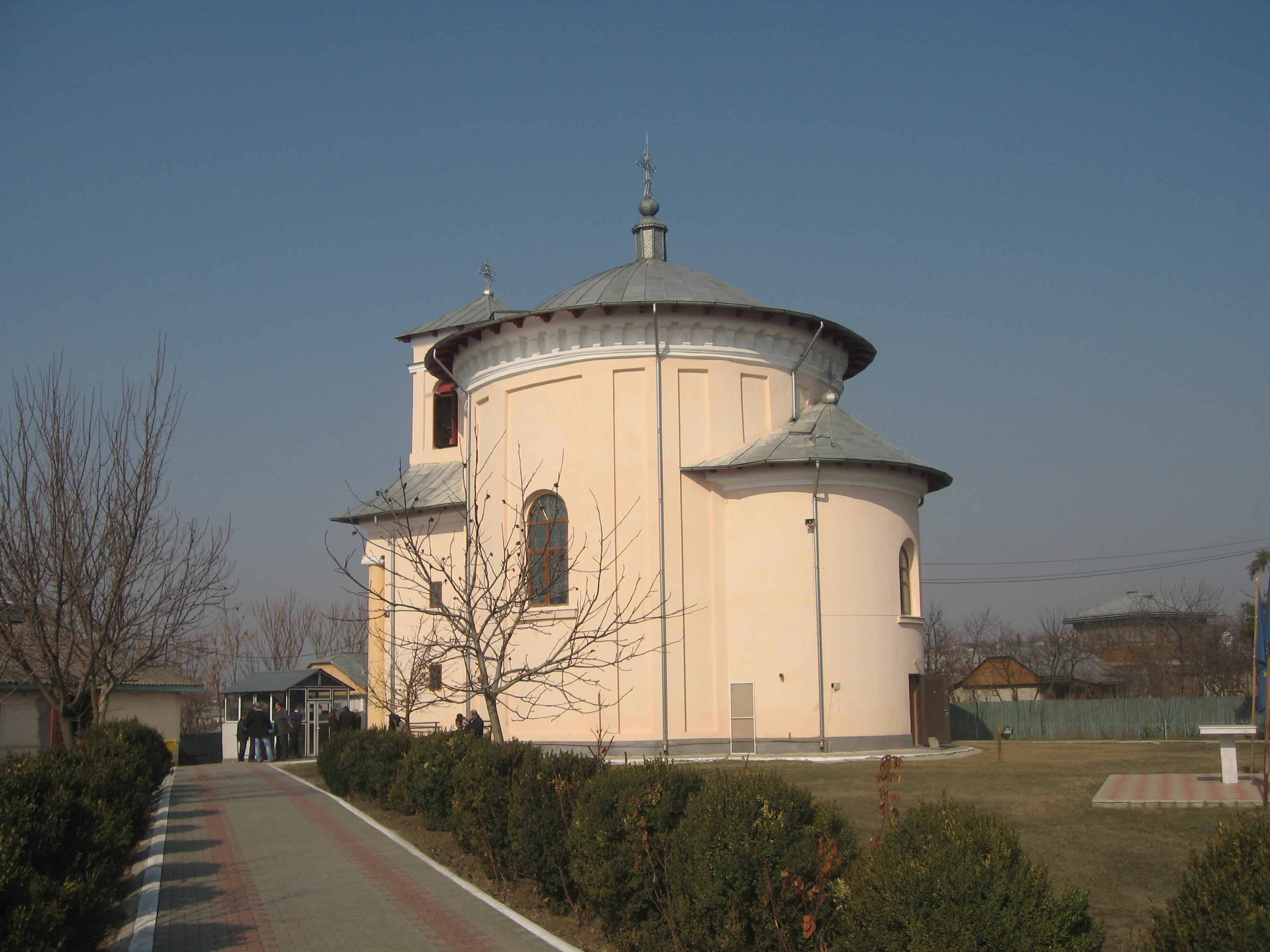
Biserica rotundă din Leţcani văzută dinspre sud-est
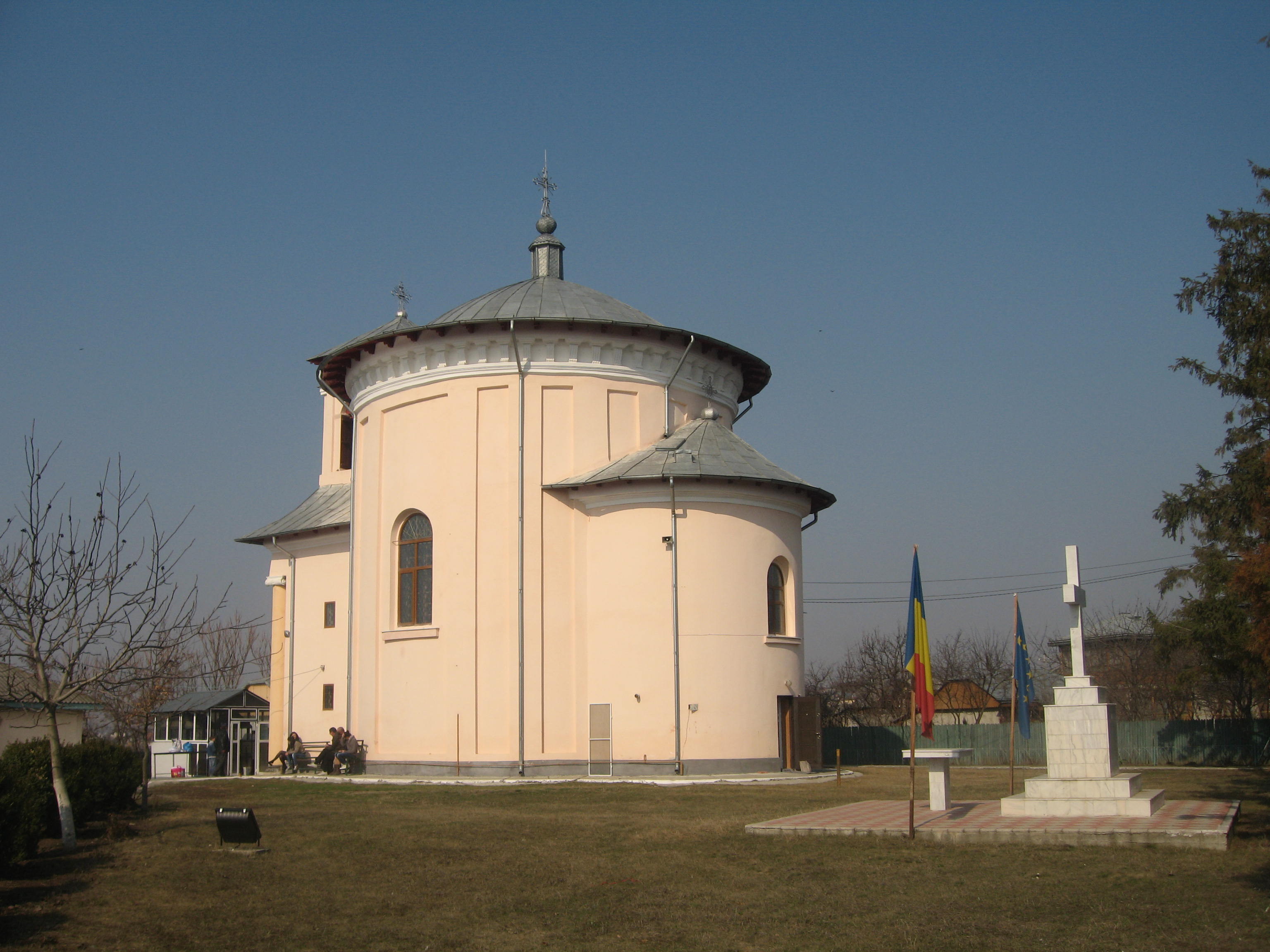
Biserica rotundă din Leţcani văzută dinspre sud-est
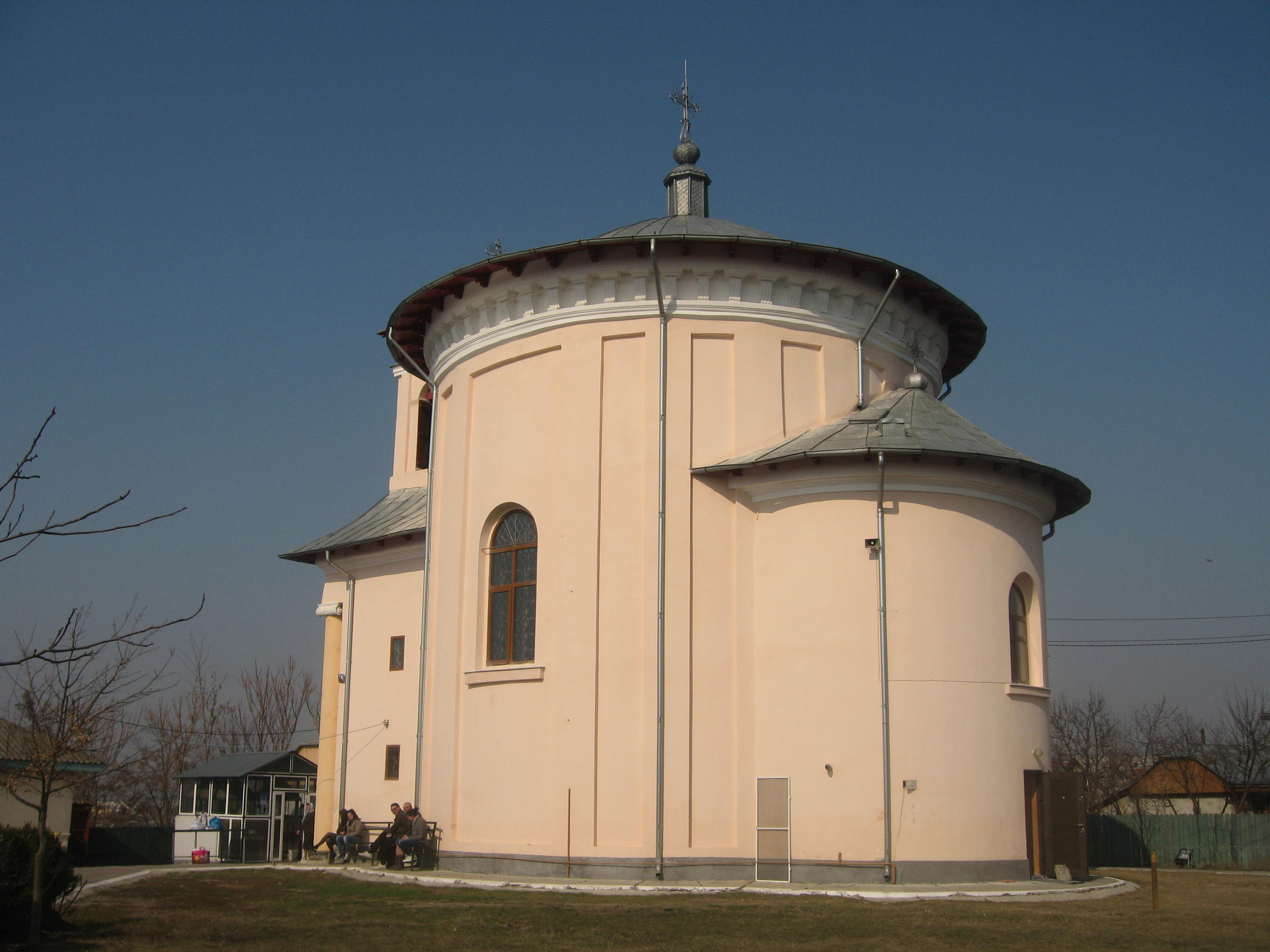
Vedere dinspre sud-est
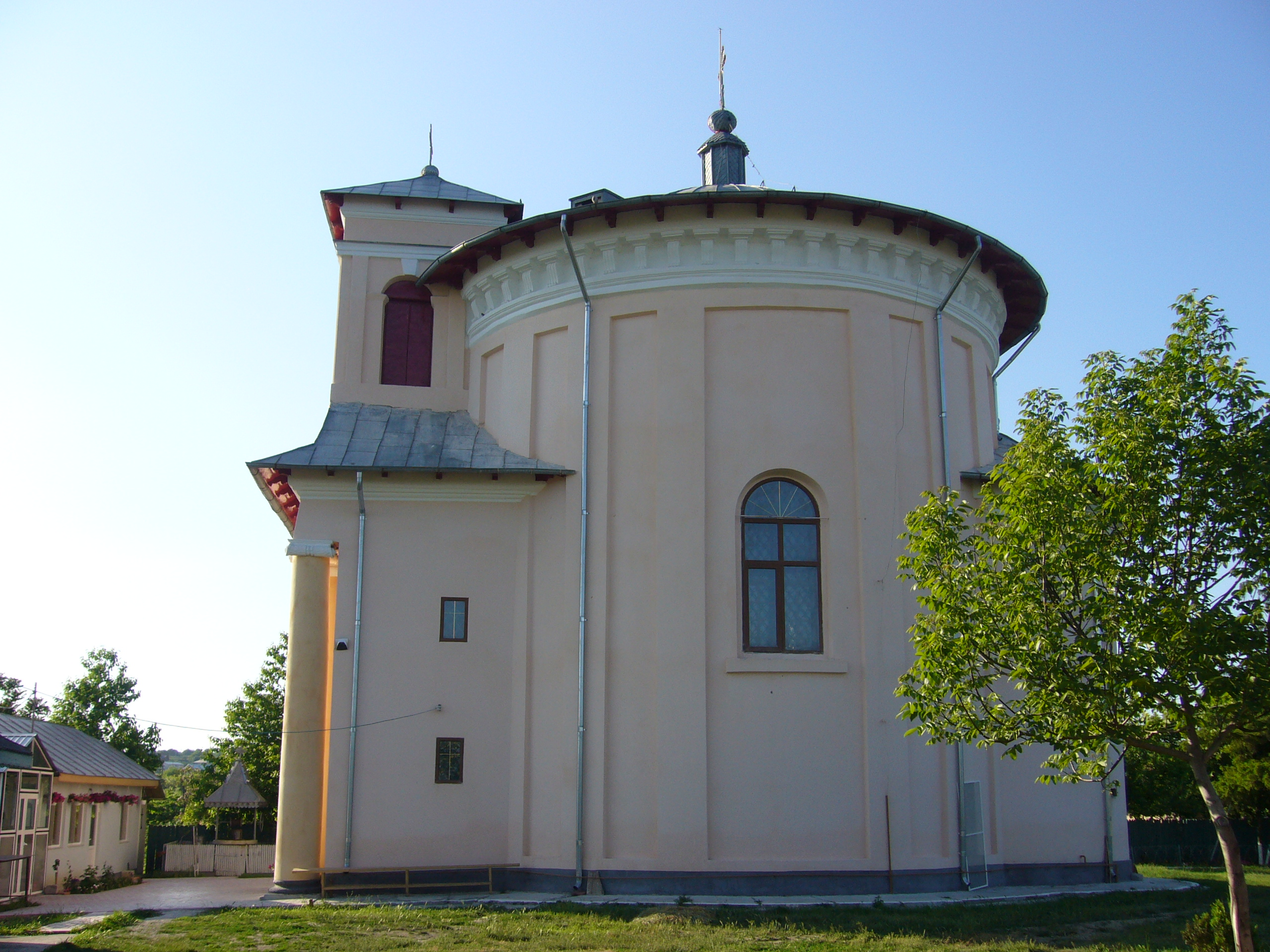
Latura sudică
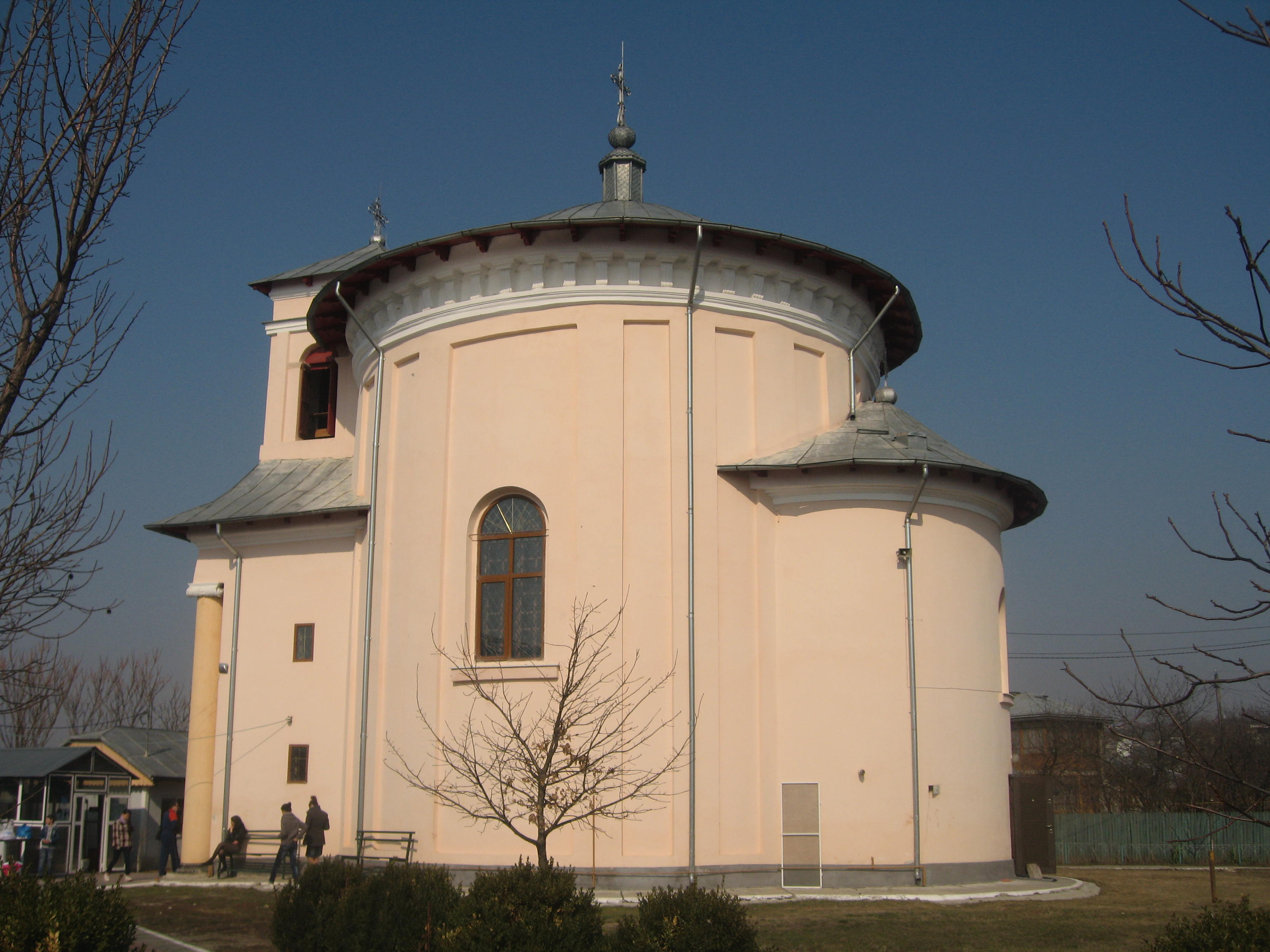
Latura sudică
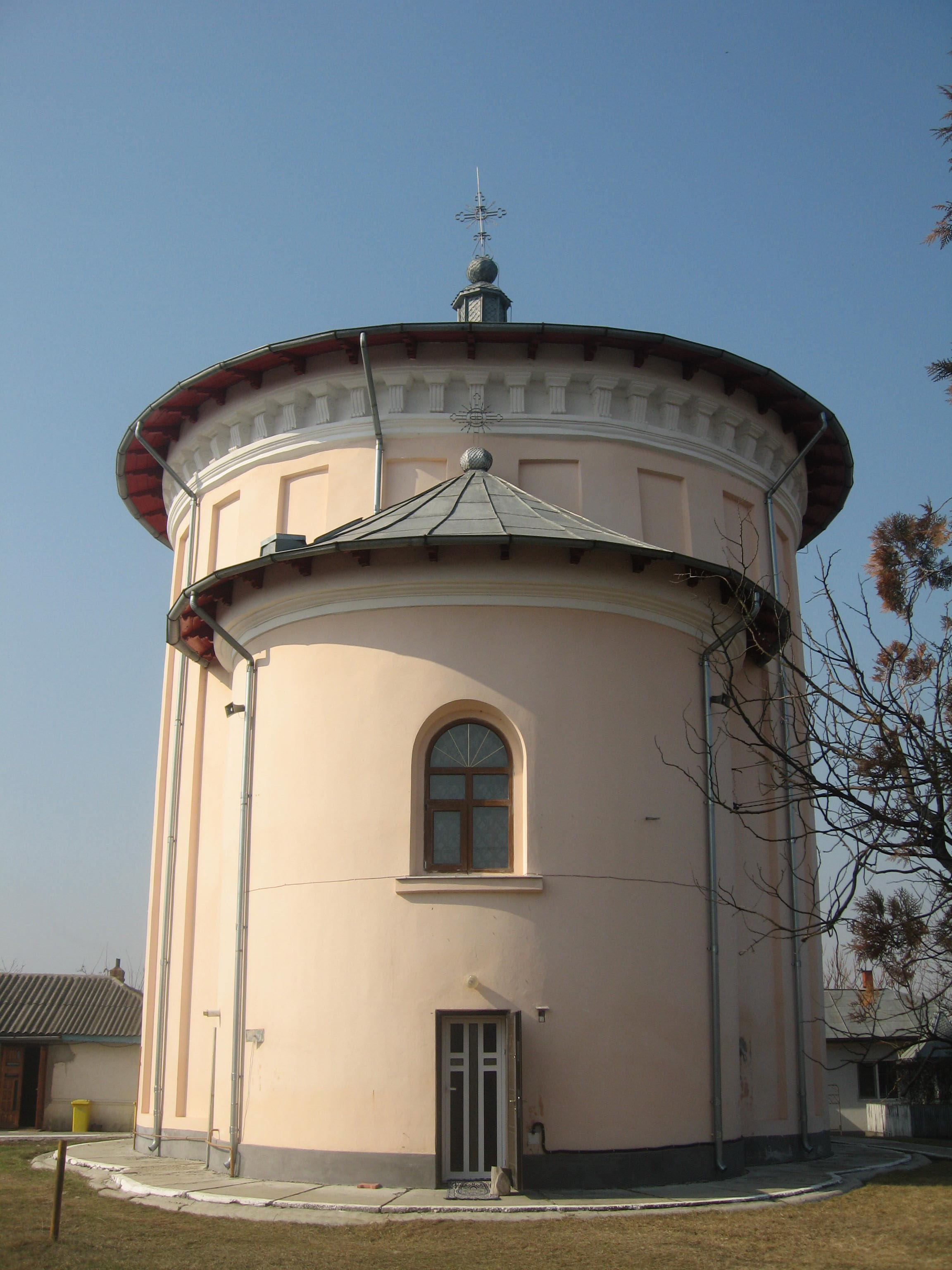
Absida altarului
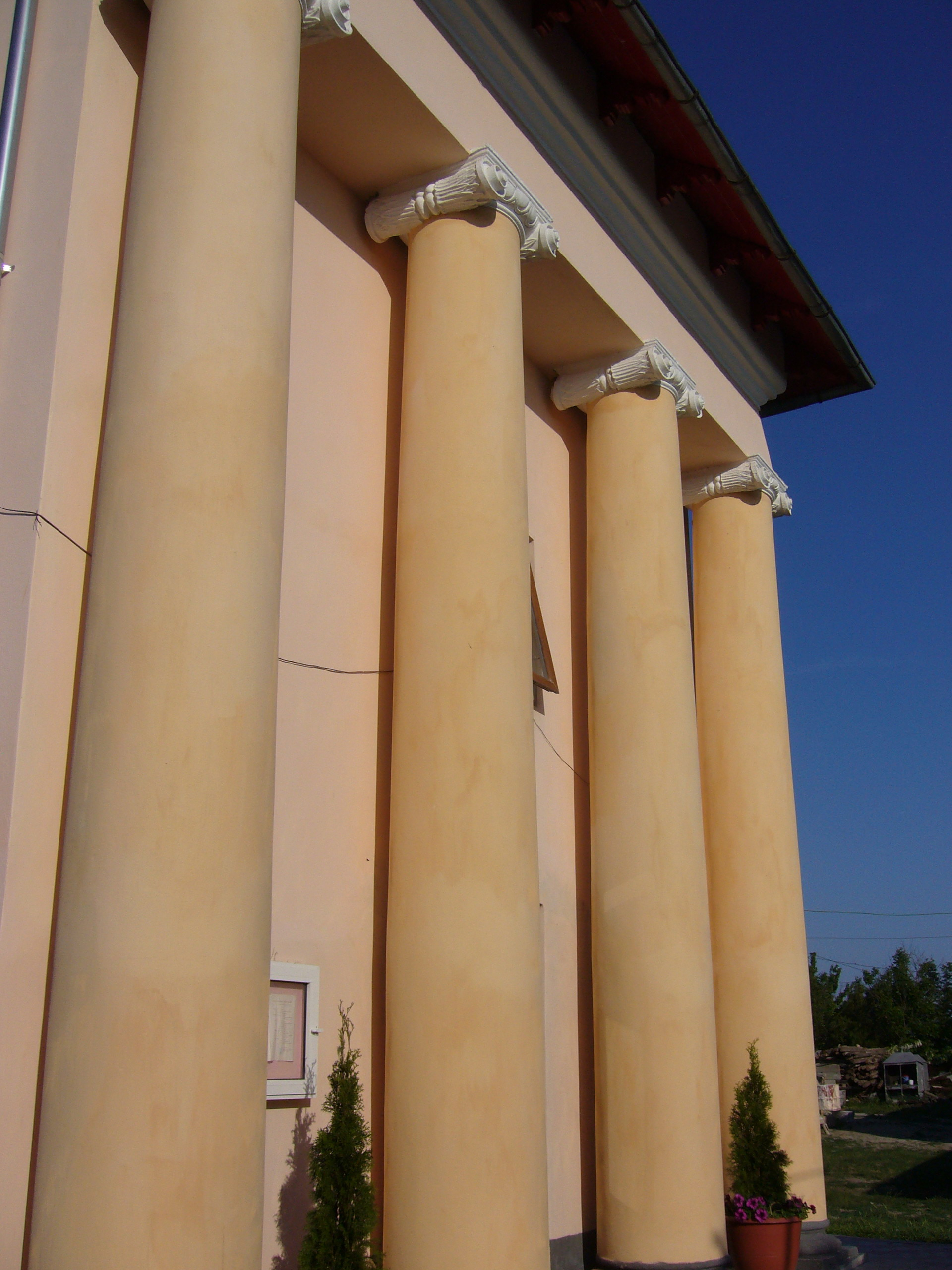
Cele patru coloane cu capitele ionice
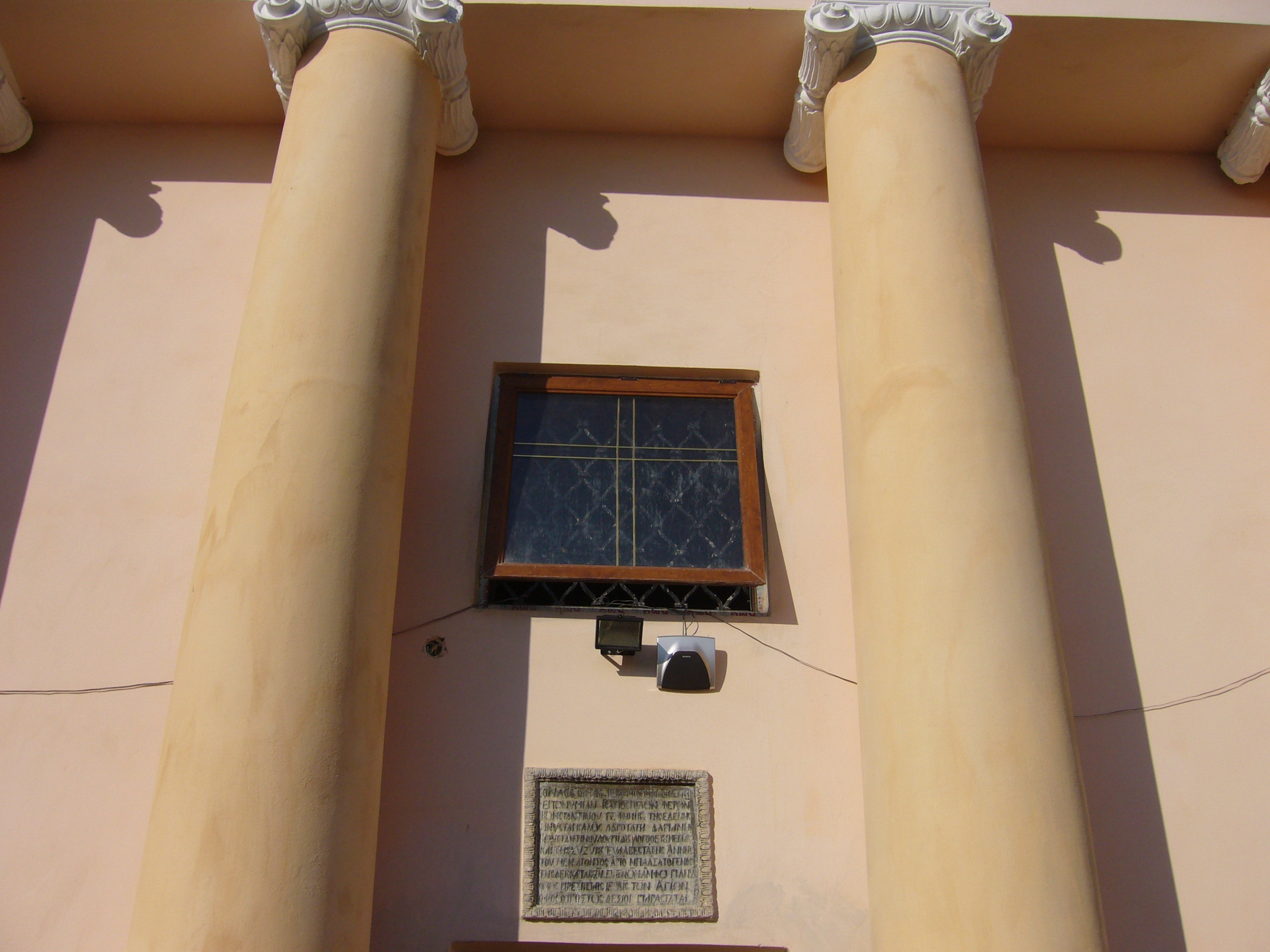
Cele patru coloane cu capitele ionice
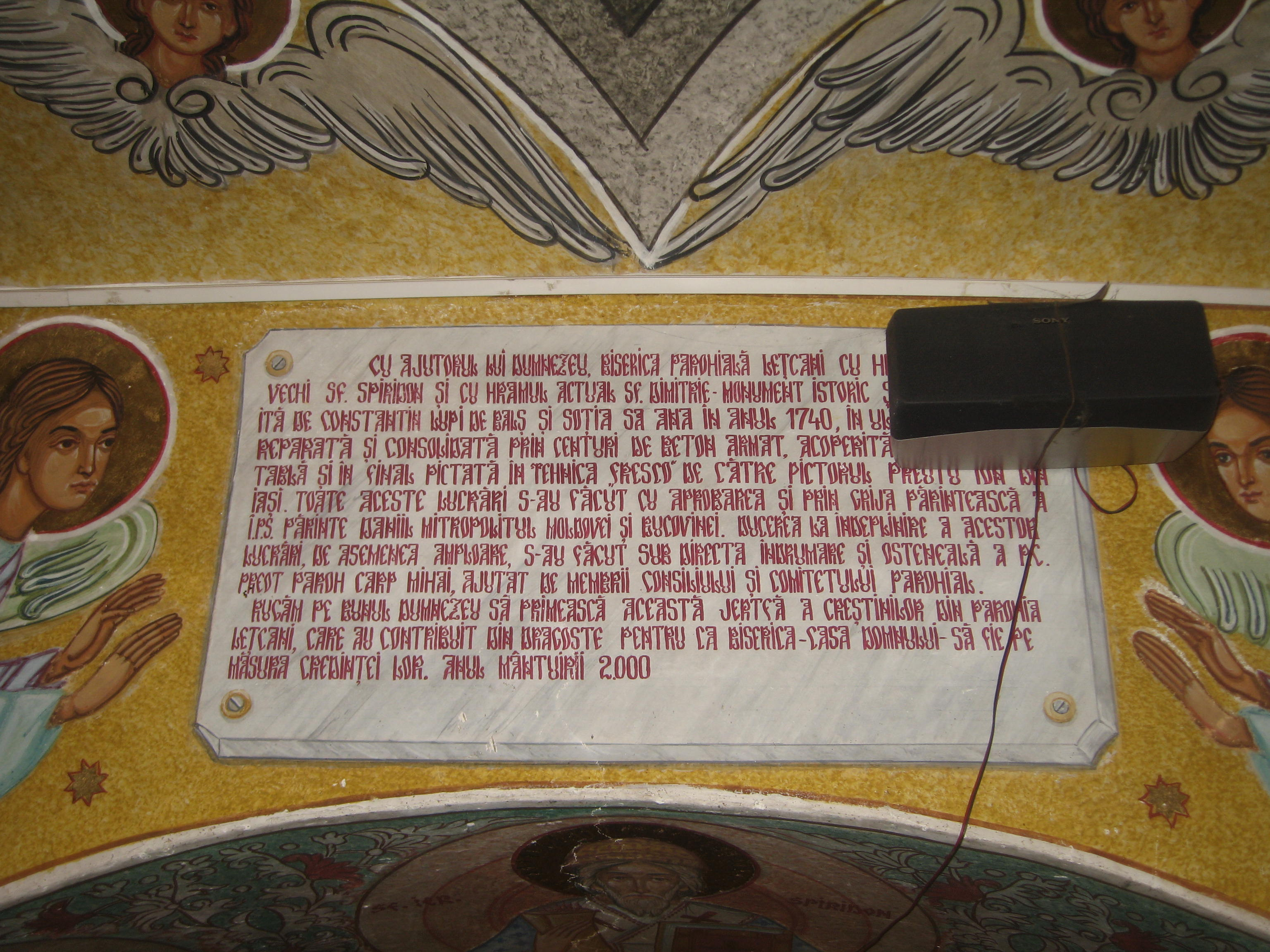
Pisania nouă a bisericii